# Lysolajský potok
Lysolajský potok je přítok Šáreckého potoka na 0,5 kilometru zleva. Pramení v Lysolajích na východním okraji přírodní památky Housle u kaple a teče východním směrem do Podbaby v Dejvicích. Délka jeho toku je 2,2 km.

## Průběh toku
Potok pramení ve východní části přírodní památky Housle ve studánce s názvem „Zázračná studánka“ před kaplí Panny Marie Sedmibolestné postavené roku 1863. Pokračuje původní zástavbou a v centru kolem ulice Starodvorská protéká pod povrchem. Dál teče volně Lysolajským údolím a těsně za křižovatkou s ulicí V Šáreckém údolí se zleva vlévá do Šáreckého potoka.

## Stavby
- Lysolajský mlýn - Starodvorská 13/2
- Lysolajský mlýn - Lysolajské údolí 35